# Liste der Biografien/Sham
Liste der Biografien |
Portal Biografien |
Personensuche
# |
A |
B |
C |
D |
E |
F |
G |
H |
I |
J |
K |
L |
M |
N |
O |
P |
Q |
R |
S |
T |
U |
V |
W |
X |
Y |
Z |
?
 
Sa |
Sb |
Sc |
Sd |
Se |
Sf |
Sg |
Sh |
Si |
Sj |
Sk |
Sl |
Sm |
Sn |
So |
Sp |
Sq |
Sr |
Ss |
St |
Su |
Sv |
Sw |
Sy |
Sz
 
Sha |
Shc |
She |
Shh |
Shi |
Shk |
Shl |
Shm |
Shn |
Sho |
Shp |
Shr |
Sht |
Shu |
Shv |
Shw |
Shy
 
Shaa |
Shab |
Shac |
Shad |
Shae |
Shaf |
Shag |
Shah |
Shai |
Shaj |
Shak |
Shal |
Sham |
Shan |
Shao |
Shap |
Shaq |
Shar |
Shas |
Shat |
Shau |
Shav |
Shaw |
Shax |
Shay |
Shaz
Die Liste der Biografien führt alle Personen auf, die in der deutschsprachigen Wikipedia einen Artikel haben. Dieses ist eine Teilliste mit 59 Einträgen von Personen, deren Namen mit den Buchstaben „Sham“ beginnt.

## Sham
- Sham, John (* 1952), chinesischer Schauspieler und Filmproduzent (Hongkong)
- Sham, Lu Jeu (* 1938), chinesisch-US-amerikanischer Physiker

### Shama
- Shamai, Shlomo (* 1953), israelischer Ingenieur
- Shamansky, Bob (1927–2011), US-amerikanischer Politiker
- Shamapande, Yobert (* 1948), sambischer Politiker
- Shamasdin, Adil (* 1982), kanadischer Tennisspieler
- Shamata, Chuck, kanadischer Schauspieler, Drehbuchautor und Produzent

### Shamb
- Shambadal, Lior (* 1950), israelischer Dirigent
- Shamban, David (* 1954), israelischer Cellist
- Shambaugh, Benjamin F. (1871–1948), US-amerikanischer Historiker und Politikwissenschaftler
- Shambaugh, David (* 1953), US-amerikanischer Politikwissenschaftler
- Shamberg, Michael (* 1945), US-amerikanischer Filmproduzent
- Shambicco, Dan (* 1991), schweizerisch-israelischer Autor
- Shambih, Khalid Ali (* 1980), Straßenradrennfahrer aus den Vereinigten Arabischen Emiraten
- Shambling Bull-Maler, griechischer Vasenmaler

### Shame
- Shameli, Alireza (* 1999), iranischer Squashspieler
- Shamery, Katharina Al- (* 1958), deutsche Chemikerin und Hochschullehrerin
- Shamet, Landry (* 1997), US-amerikanischer Basketballspieler

### Shami
- Shami, Mohammed (* 1990), indischer Cricketspieler
- Shami, Mubarak Hassan (* 1980), katarischer Langstreckenläufer kenianischer Herkunft
- Shami, Naser al- (* 1982), syrischer Boxer
- Shamim, Arshad (* 1999), singapurischer Fußballspieler
- Shamima, Akter Liza (* 1989), bangladeschische Schachspielerin
- Shamir (* 1994), US-amerikanischer Elektropop-Musiker
- Shamir, Adi (* 1952), israelischer KryptologieexperteAdi Shamir (* 1952)

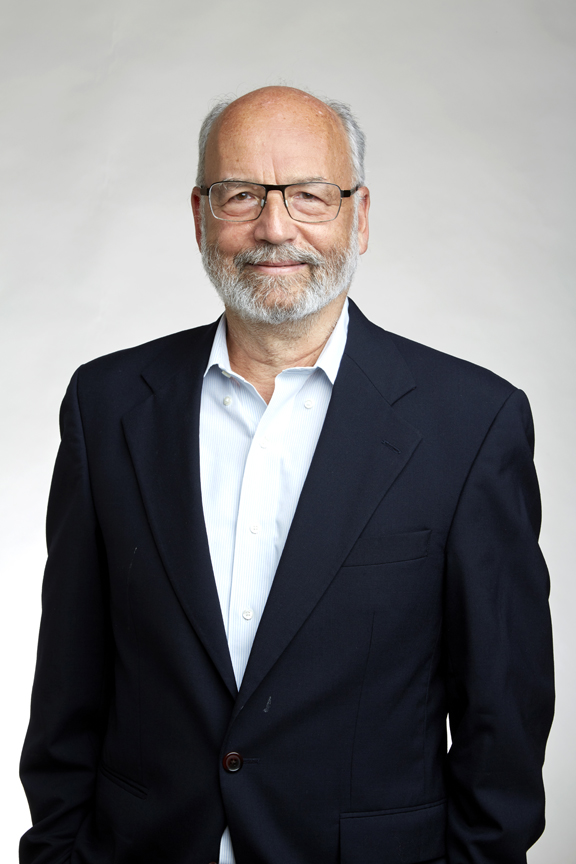
Adi Shamir (* 1952)

- Shamir, Mairav (* 1988), israelisch-US-amerikanische Fußballspielerin
- Shamir, Yoav (* 1970), israelischer Filmregisseur, Dokumentarfilmer und Filmproduzent
- Shamisi, Mohammed Al (* 1988), Eishockeyspieler aus den Vereinigten Arabischen Emiraten
- Shamisi, Omar Al (* 1974), Eishockeyspieler aus den Vereinigten Arabischen Emiraten

### Shamm
- Shamma, Naseer (* 1963), irakischer Oud-Spieler
- Shammam, Mahmud, libyscher Unternehmer und Journalist
- Shammar Yuhar'ish, Herrscher der Himjariten
- Shammari, Mudhawi al- (* 1998), kuwaitische Sprinterin
- Shammo, Nareen (* 1986), jesidische Journalistin und Aktivistin

### Shamo
- Shamoke, General der Shu Han
- Shamonina, Ekaterina (* 1970), russische Physikerin
- Shamos, Jeremy (* 1970), US-amerikanischer Schauspieler
- Shamov, Roman (* 1968), deutscher Schauspieler, Sänger und Autor

### Shamr
- Shamrani, Hamdan al- (* 1996), saudi-arabischer Fußballspieler
- Shamrani, Majed al-, saudi-arabischer Fußballschiedsrichter
- Shamrani, Nasser Al- (* 1983), saudi-arabischer Fußballspieler
- Shamriz, Lior (* 1978), israelischer Filmregisseur und Drehbuchautor
- Shamrock, Ken (* 1964), US-amerikanischer Wrestler, Autor und SchauspielerKen Shamrock (* 1964)

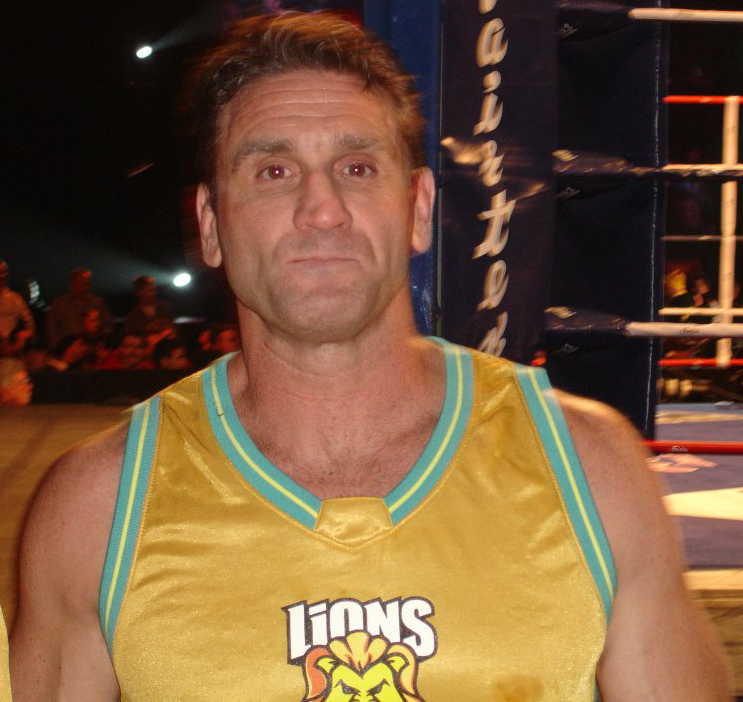
Ken Shamrock (* 1964)

- Shamroy, Leon (1901–1974), US-amerikanischer Kameramann

### Shams
- Shams, Ibrahim (1917–2001), ägyptischer Gewichtheber
- Shams, Siavash (* 1965), persischer Sänger
- Shams-ud Doha, Aminur Rahman (1929–2012), bangladeschischer Politiker und Diplomat
- Shamsa bint Muhammad Al Maktum (* 1981), Angehörige der Herrscherfamilie von Dubai
- Shamsaldin, Ahmed (* 1993), ägyptischer Fußballspieler
- Shamsher, Musa Bin (* 1945), bangladeschischer Unternehmer
- Shamsi, Tabraiz (* 1990), südafrikanischer Cricketspieler
- Shamsian, Jafar, iranischer Diplomat
- Shamsid-Deen, Abdul (* 1968), US-amerikanischer Basketballspieler
- Shamsie, Kamila (* 1973), pakistanisch-britische Schriftstellerin
- Shamsin, Feiz (* 1992), deutsch-libanesischer Fußballspieler
- Shamsuddin Ilyas Shah († 1358), muslimischer Heerführer und Gründer des Sultanats von Bengalen
- Shamsuddin, Mohammad (* 1983), bangladeschischer Leichtathlet
- Shamsuri, Widiya (* 1977), malaysische Fußballschiedsrichterassistentin

### Shamu
- Shamuyarira, Nathan (1928–2014), simbabwischer Politiker